# Graeteriella gelyensis
Graeteriella gelyensis – gatunek widłonoga z rodziny Cyclopidae. Nazwa naukowa tego gatunku skorupiaków została opublikowana w 1978 roku przez francuską zoolog Françoise Lescher-Moutoué.